# Кабанова, Екатерина Александровна
Екатерина Александровна Кабанова (в девичестве Баданова) (р. 13 января 1991 года) — российская самбистка и сумоистка, призёр чемпионатов России по самбо, мастер спорта России.

## Биография
И мать и отец Екатерины — МСМК по плаванию. Родители отдали Екатерину в секцию дзюдо в 1997 году. Первый тренер — Лахоцкий А. С. Окончила школу с золотой медалью. Переехала в Москву в 2008 году, и начала тренироваться в ГБОУ ЦСиО «Самбо-70» под руководством Кораллова А.С и Коралловой И. А. до 2011 года. Попробовала себя в новом виде единоборств — сумо, выполнила звание мастера спорта, выиграла первенство Европы по сумо.
С 2011 по 2013 год тренером Екатерины был Леонтьев А. А. С 2013 по 2015 год тренировалась под совместным руководством Фунтикова П. В. и Леонтьева А. А. В 2015 году начала тренироваться у Дмитрия Кабанова (р. 13.02.1980) и завоевала бронзу чемпионата России в 2016 году. Впоследствии вышла замуж за своего тренера и взяла его фамилию.

## Спортивные звания и результаты
- Мастер спорта по дзюдо;
- Мастер спорта по самбо;
- Мастер спорта по сумо.
- Чемпионат России по самбо среди женщин 2012 года — .
- Чемпионат России по самбо 2016 года — .
- 3 место кубка мира по самбо среди студентов 2014 г. (г. Лимасол, Кипр);
- 2 место этапа кубка мира по самбо 2012 г. (г. Каракас, Венесуэла);
- Участник XXVII Всемирной летней Универсиады 2013 г. (г. Казань, Россия);
- 1 место кубка России по самбо 2013 г. (г. Кстово, Россия);
- 1 место первенство Европы по сумо 2012 г. (г. Луцк, Украина);
- 1 место первенство России по самбо 2014 г. (г. Кстово);
- 1 место первенство России среди студентов по самбо 2014 г. (г. Выкса);
- 3 место кубок России по дзюдо 2014 г. (г. Новый Уренгой, Россия);
- Победитель и призёр командных чемпионатов России по самбо и дзюдо;
- Многократный победитель и призёр чемпионатов Москвы по самбо, дзюдо, сумо.